# Bandera de Etiopía
La versión actual de la bandera de Etiopía se adoptó el 31 de octubre de 1996. Está compuesta por tres franjas horizontales de igual tamaño: la superior es de color verde, la central amarilla y la inferior roja. En la parte central, ocupando la franja central y parte de las exteriores, figura el escudo de Etiopía, formado por un círculo azul con una estrella dorada de cinco puntas (como un pentalfa).
El significado de los colores de la bandera ha variado a lo largo del tiempo. Actualmente el color verde representa la fertilidad del país, el amarillo simboliza la libertad religiosa y el color rojo evoca a quienes murieron defendiendo la integridad nacional.
La estrella dorada de cinco puntas del escudo representa la igualdad entre hombres y mujeres, de todos los grupos étnicos y religiosos. Los rayos que figuran entre las puntas de la estrella reflejan el futuro libre, justo y brillante de Etiopía. El color azul del emblema simboliza la paz y la democracia deseadas para el país.
Los colores pan-africanos -rojo, verde, amarillo- tienen su base en la bandera etíope, una de las más antiguas del continente africano. El esquema tricolor de la bandera es muy antiguo, anterior a la creación del estandarte del Imperio de Abisinia. Los tres colores también componían la bandera creada en 1897, un año después de la Batalla de Adowa, en la que los etíopes se defendieron del expansionismo colonial italiano. 
Durante la existencia de la monarquía etíope aparecía representado en la bandera un león coronado, conocido como el “León de Judá” que portaba un estandarte con una cruz incorporada en el extremo del mástil, símbolo del vínculo del país con la Iglesia ortodoxa etíope.

Bandera nacional sin el emblema.

Con la desaparición de la monarquía etíope en 1975, la bandera nacional contó con los mismos elementos, pero el León de Judá fue retirado y no se incorporó ningún escudo o emblema nuevo. Esta bandera se usó hasta 1987 y, posteriormente, desde 1991 hasta 1996.
Entre 1987 y 1991, en el centro de la bandera figuró el escudo de la República Democrática Popular de Etiopía, dominado por una estrella amarilla de cinco puntas situada en su parte superior y rodeado por una corona o guirnalda vegetal.

## Banderas históricas

Bandera del Imperio etíope (1875-1881)
Banderines del Imperio Etíope antes de la década de 1870. Los colores tradicionales eran usados por la iglesia y en banderas de guerra. (1881-1897)
Bandera con el León de Judá (1897-1936 y 1941–1974).
Bandera del Imperio etíope  (1974-1975), modificada tras el derrocamiento de Haile Selassie para remover la corona del león.
Bandera de la República Democrática Popular de Etiopía.
Bandera de Etiopía (1975-1987 y 1991-1996).
Bandera de Etiopía (Del 6 de febrero al 31 de octubre de 1996) y (1996-2009).
Banderines del Imperio Etíope antes de la década de 1870. Los colores tradicionales eran usados por la iglesia y en banderas de guerra.